# 下河辺晴三
下河辺 晴三（しもこうべ せいぞう、1942年12月3日 - ）は、日本の音楽プロデューサーで、オブリガート社長。

## 来歴・人物
下河辺三史・美世夫妻の三男として東京府（現・東京都）に生まれる。父・三史は実業家・下河辺建二の次男で日製産業（現・日立ハイテク）の元社長、母・美世は元内閣総理大臣・芦田均の長女。長兄は元嘉悦大学助教授の下河辺元春。
学生時代からバンド活動をし、青山学院大学を卒業した。内藤法美・越路吹雪夫妻の紹介により1969年に東芝音楽工業に入社して洋楽販売を担当した。1973年に邦楽制作部門に転じ、音楽プロデューサーとして活動する。高校時代からファンだった越路をはじめ松任谷由実、長渕剛、ハイ・ファイ・セット、桐ヶ谷仁、原田知世、東京キッド・ブラザースなどのプロデュースを手がけた。東芝EMIで制作部長を務めていた1978年には越路がパリでのレコーディングのため渡仏した時越路の夫・内藤とともに越路に同行している。
1997年に取締役となり、EMI本部長に就任した。2002年11月に東芝EMIを退社し翌年12月に芸能事務所のオブリガートを設立し社長に就任した。
晴三の従姉・牧子（下河辺三史の兄・孫一の次女）とその夫・小澤俊夫の次男にあたる小沢健二はフリッパーズ・ギター解散後の1993年にソロデビューしたが、その時契約したレコード会社は晴三が当時勤務していた東芝EMIである。
三陽商会の会長や取締役相談役を歴任した吉原敬一（三陽商会の創業者・吉原信之や詩人・吉原幸子の兄）の長女と結婚し1女をもうけた。